# Гарай, Эсекьель
Эсекье́ль Марсе́ло Гара́й Гонса́лес (исп. Ezequiel Marcelo Garay González; родился 10 октября 1986, Росарио, Аргентина) — аргентинский футболист, центральный защитник. Выступал в национальной сборной Аргентины. Ещё в «Расинге» зарекомендовал себя как хороший исполнитель пенальти и штрафных ударов (только начав заниматься футболом, Гарай играл на позиции нападающего).

## Клубная карьера

### «Ньюэллс Олд Бойз»
В 2004 году, в возрасте 18 лет, Гарай дебютировал на профессиональном уровне как игрок команды своего родного города, «Ньюэллс Олд Бойз», в аргентинской Примере. Вначале он находился в запасе. В стартовом составе Гарай вышел только в предпоследнем туре, где помог «Ньюэллс Олд Бойз» победить и стать чемпионами Аргентины.
В 2005 году он стал чемпионом мира среди молодёжных команд. В состав молодёжной сборной Аргентины тогда также входили Лионель Месси, Серхио Агуэро и Фернандо Гаго. Сыграв за «Ньюэллс Олд Бойз» 13 матчей и забив один мяч, Гарай летом этого года заключил контракт с испанским клубом «Расинг».

### Чемпионат Испании
За три года в «Расинге» Гарай сыграл 60 матчей и забил 12 мячей. В чемпионате 2006/07 «Расинг» занял десятое место, что было лучшим результатом после возвращения команды в испанскую Примеру (2002). Закрепившийся в основном составе 20-летний Гарай сыграл в 31 матче, только один раз выйдя на замену, и забил 9 мячей (7 из них — с пенальти). Очень важным для аргентинского игрока стал домашний матч 30 тура с мадридским «Реалом». Хотя его команда проигрывала 0:1, Гарай принёс ей победу, дважды реализовав пенальти. Отставание «Реала» от «Барселоны» увеличилось до пяти очков, что в итоге не позволило «Реалу» выиграть чемпионат.

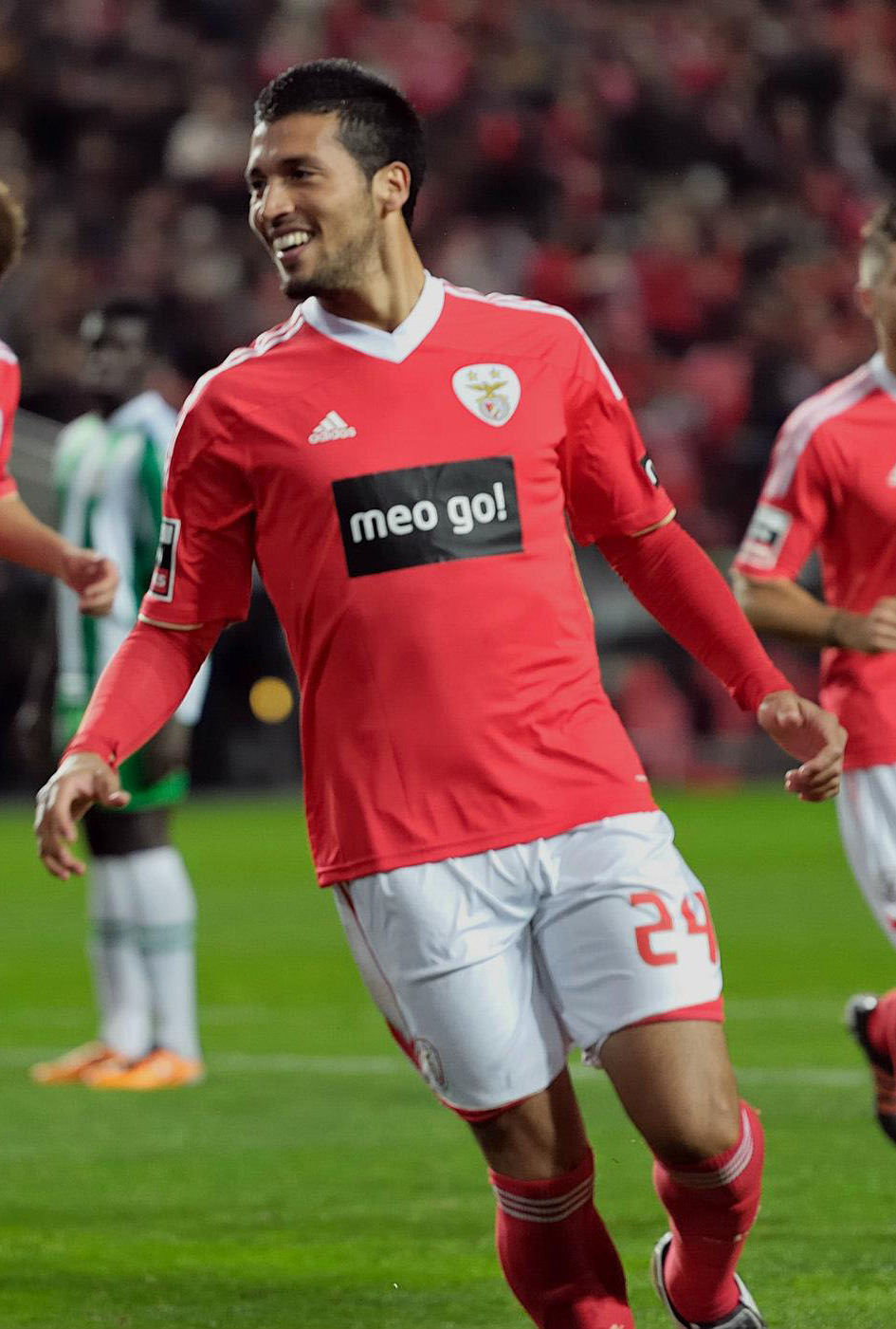
Гарай в составе «Бенфики»

В чемпионате 2007/08 «Расинг» занял шестое место и попал в Кубок УЕФА. Гарай получил травму, сыграв только 15 матчей и забив 3 мяча. Было объявлено, что он выбыл до конца сезона. Однако Гарай восстановился и сыграл в ещё 7 матчах. Им заинтересовались такие известные клубы, как «Манчестер Юнайтед», «Ливерпуль», «Ювентус» и «Барселона». Шестилетний контракт Гарай заключил с «Реалом», однако в чемпионате 2008/09 продолжал играть за «Расинг» на правах аренды (24 матча и 2 мяча). «Королевский клуб» тем временем рассматривал увеличение контрактов с теми футболистами, на которых собирался строить команду. В этот список входил и Эсекьель Гарай, считавшийся, начиная со следующего сезона, игроком «Реала».
Проводя свой первый сезон в «Реале», Гарай 19 раз вышел в стартовом составе и только один раз на замену, забил 1 мяч. Однако в следующем сезоне, когда главным тренером команды стал Жозе Моуринью, аргентинский защитник играл только в 5 матчах, а 13 провёл на скамейке запасных.

### «Бенфика»
Недовольный Гарай хотел сменить клуб. Летом 2011 года «Реал» и «Бенфика» договорились о трансфере в 5,5 миллионов евро, а Гарай подписал четырёхлетний контракт с португальским клубом. Он сразу стал игроком основного состава «Бенфики», за три года сыграл в чемпионате Португалии 78 матчей и забил 9 мячей.

### «Зенит»
В мае 2014 года с «Бенфикой» начал переговоры клуб «Зенит» из Санкт-Петербурга, и в результате летом Гарай стал игроком российской команды. Был подписан пятилетний контракт. Сумма трансфера оценивалась в 6 млн евро, при этом «Бенфика» получила около 40 %, «Реал Мадрид» — около 50 %, а третьи лица — около 10. В первом же официальном матче за «Зенит» с кипрским АЕЛ (3 отборочный раунд Лиги чемпионов) допустил ошибку, после которой соперники забили единственный и победный гол. Этот матч проходил 30 июля, а 13 июля Гарай играл в финале чемпионата мира. После чемпионата он сразу же присоединился к «Зениту», не имея возможности отдохнуть. Первый мяч за «Зенит» Гарай забил 6 декабря 2014 года в ворота «Краснодара».
21 ноября 2015 забил мяч в ворота «Урала» ударом со штрафного (3:0). 3 декабря 2015 года забил пенальти в ворота «Уфы» на 86-й минуте сравняв счёт в конце матча (1:1). По итогам декабря Гарай был признан лучшим игроком месяца. В общей сложности Гарай провёл в «Зените» 75 матчей, в которых забил три гола и отдал четыре результативные передачи.

### «Валенсия»
1 сентября 2016 года «Зенит» продал Гарая в «Валенсию» ориентировочно за 20 млн евро. Игроком так же предметно интересовался «Челси» и предлагал большую сумму, но по семейным обстоятельствам игрок принял решение играть в Испании.
Гарай забил в своём дебютном матче в игре против «Бетиса» (2:3).
1 июля 2020 года Гарай покинул «Валенсию» по истечении контракта. Впоследствии не смог продолжить карьеру из-за хронических проблем с тазобедренным суставом. Официально объявил о завершении карьеры 16 июля 2021 года.

## Карьера в сборной
Эсекьель Гарай давно выступает за молодёжные сборные Аргентины. Он принимал участие в отборочных матчах и финальных турнирах двух молодёжных чемпионатов мира: до 17 лет в 2003 году и до 20 лет в 2005.
Первым полноценный матчем для Гарая за основную команду Аргентины стала товарищеская игра 22 августа 2008 года против сборной команды Норвегии, в которой Аргентина потерпела поражение со счётом 2:1. Ранее главный тренер Альфио Басиле уже вызывал его в сборную на серию товарищеских игр перед Кубком Америки в мае 2007, но травма не позволила ему выйти на поле в тех матчах.
Гарай принимал участие в пекинской Олимпиаде, сыграв в 5 из 6 матчах турнира, пропустив лишь игру против Сербии на групповой стадии. В матче за золото сборная Аргентины одолела команду Нигерии.

## Статистика выступлений

### Клубная
| Выступление      | Выступление      | Выступление      | Лига | Лига | Кубки | Кубки | Еврокубки | Еврокубки | Итого | Итого |
| Клуб             | Лига             | Сезон            | Игры | Голы | Игры  | Голы  | Игры      | Голы      | Игры  | Голы  |
| ---------------- | ---------------- | ---------------- | ---- | ---- | ----- | ----- | --------- | --------- | ----- | ----- |
| Ньюэллс Олд Бойз | Примера Дивизион | 2004/05          | 2    | 0    | —     | —     | —         | —         | 2     | 0     |
| Ньюэллс Олд Бойз | Примера Дивизион | 2005/06          | 12   | 1    | —     | —     | —         | —         | 12    | 1     |
| Ньюэллс Олд Бойз | Итого            | Итого            | 14   | 1    | —     | —     | —         | —         | 14    | 1     |
| Расинг           | Ла Лига          | 2005/06          | 7    | 0    | 0     | 0     | —         | —         | 7     | 0     |
| Расинг           | Ла Лига          | 2006/07          | 31   | 9    | 1     | 0     | —         | —         | 32    | 9     |
| Расинг           | Ла Лига          | 2007/08          | 22   | 3    | 7     | 2     | —         | —         | 29    | 5     |
| Расинг           | Ла Лига          | 2008/09          | 24   | 2    | 2     | 0     | 4         | 0         | 30    | 2     |
| Расинг           | Итого            | Итого            | 84   | 14   | 10    | 2     | 4         | 0         | 98    | 16    |
| Реал Мадрид      | Ла Лига          | 2009/10          | 20   | 1    | 0     | 0     | 3         | 0         | 23    | 1     |
| Реал Мадрид      | Ла Лига          | 2010/11          | 5    | 0    | 2     | 0     | 1         | 0         | 8     | 0     |
| Реал Мадрид      | Итого            | Итого            | 25   | 1    | 2     | 0     | 4         | 0         | 31    | 1     |
| Бенфика          | Суперлига        | 2011/12          | 24   | 2    | 6     | 0     | 11        | 0         | 41    | 2     |
| Бенфика          | Суперлига        | 2012/13          | 27   | 1    | 5     | 0     | 14        | 1         | 46    | 2     |
| Бенфика          | Суперлига        | 2013/14          | 27   | 6    | 8     | 0     | 14        | 2         | 49    | 8     |
| Бенфика          | Итого            | Итого            | 78   | 9    | 19    | 0     | 39        | 3         | 136   | 12    |
| Зенит            | Премьер-лига     | 2014/15          | 26   | 1    | 1     | 0     | 15        | 0         | 42    | 1     |
| Зенит            | Премьер-лига     | 2015/16          | 20   | 2    | 2     | 0     | 6         | 0         | 28    | 2     |
| Зенит            | Премьер-лига     | 2016/17          | 4    | 0    | 1     | 0     | 0         | 0         | 5     | 0     |
| Зенит            | Итого            | Итого            | 50   | 3    | 4     | 0     | 21        | 0         | 75    | 3     |
| Валенсия         | Ла Лига          | 2016/17          | 27   | 3    | 1     | 0     | 0         | 0         | 28    | 3     |
| Валенсия         | Ла Лига          | 2017/18          | 24   | 0    | 4     | 0     | 0         | 0         | 28    | 0     |
| Валенсия         | Ла Лига          | 2018/19          | 24   | 2    | 3     | 0     | 8         | 0         | 35    | 2     |
| Валенсия         | Ла Лига          | 2019/20          | 17   | 0    | 1     | 0     | 5         | 0         | 23    | 0     |
| Валенсия         | Итого            | Итого            | 92   | 5    | 9     | 0     | 13        | 0         | 114   | 5     |
| Всего за карьеру | Всего за карьеру | Всего за карьеру | 343  | 33   | 44    | 2     | 81        | 3         | 468   | 38    |

### Сборная
| Аргентина | Аргентина | Аргентина |
| Год       | Игры      | Голы      |
| --------- | --------- | --------- |
| 2007      | 1         | 0         |
| 2011      | 2         | 0         |
| 2012      | 8         | 0         |
| 2013      | 7         | 0         |
| 2014      | 7         | 0         |
| 2015      | 7         | 0         |
| Всего     | 32        | 0         |

#### Матчи и голы за сборную
| Матчи Гарая за сборную Аргентины | Матчи Гарая за сборную Аргентины | Матчи Гарая за сборную Аргентины | Матчи Гарая за сборную Аргентины | Матчи Гарая за сборную Аргентины | Матчи Гарая за сборную Аргентины |
| №                                | Дата                             | Оппонент                         | Счёт                             | Голы Гарая                       | Соревнование                     |
| -------------------------------- | -------------------------------- | -------------------------------- | -------------------------------- | -------------------------------- | -------------------------------- |
| 1                                | 22 августа 2007                  | Норвегия                         | 2:1                              | —                                | Товарищеский матч                |
| 2                                | 29 марта 2011                    | Коста-Рика                       | 0:0                              | —                                | Товарищеский матч                |
| 3                                | 1 июня 2011                      | Нигерия                          | 4:1                              | —                                | Товарищеский матч                |
| 4                                | 29 февраля 2012                  | Швейцария                        | 1:3                              | —                                | Товарищеский матч                |
| 5                                | 3 июня 2012                      | Эквадор                          | 4:0                              | —                                | Отборочные матчи ЧМ-2014         |
| 6                                | 9 июня 2012                      | Бразилия                         | 4:3                              | —                                | Товарищеский матч                |
| 7                                | 15 августа 2012                  | Германия                         | 1:3                              | —                                | Товарищеский матч                |
| 8                                | 7 сентября 2012                  | Парагвай                         | 3:1                              | —                                | Отборочные матчи ЧМ-2014         |
| 9                                | 11 сентября 2012                 | Перу                             | 1:1                              | —                                | Отборочные матчи ЧМ-2014         |
| 10                               | 12 октября 2012                  | Уругвай                          | 3:0                              | —                                | Отборочные матчи ЧМ-2014         |
| 11                               | 17 октября 2012                  | Чили                             | 1:2                              | —                                | Отборочные матчи ЧМ-2014         |
| 12                               | 6 февраля 2013                   | Швеция                           | 2:3                              | —                                | Товарищеский матч                |
| 13                               | 23 марта 2013                    | Венесуэла                        | 3:0                              | —                                | Отборочные матчи ЧМ-2014         |
| 14                               | 8 июня 2013                      | Колумбия                         | 0:0                              | —                                | Отборочные матчи ЧМ-2014         |
| 15                               | 11 июня 2013                     | Эквадор                          | 1:1                              | —                                | Отборочные матчи ЧМ-2014         |
| 16                               | 14 августа 2013                  | Италия                           | 1:2                              | —                                | Товарищеский матч                |
| 17                               | 12 октября 2013                  | Перу                             | 3:1                              | —                                | Отборочные матчи ЧМ-2014         |
| 18                               | 16 ноября 2013                   | Эквадор                          | 0:0                              | —                                | Товарищеский матч                |
| 19                               | 16 июня 2014                     | Босния и Герцеговина             | 2:1                              | —                                | Чемпионат мира-2014              |
| 20                               | 21 июня 2014                     | Иран                             | 1:0                              | —                                | Чемпионат мира-2014              |
| 21                               | 25 июня 2014                     | Нигерия                          | 2:3                              | —                                | Чемпионат мира-2014              |
| 22                               | 1 июля 2014                      | Швейцария                        | 1:0 (д.в.)                       | —                                | Чемпионат мира-2014 (1/8)        |
| 23                               | 5 июля 2014                      | Бельгия                          | 1:0                              | —                                | Чемпионат мира-2014 (1/4)        |
| 24                               | 9 июля 2014                      | Нидерланды                       | 2:4(пен.)                        | —                                | Чемпионат мира-2014 (1/2)        |
| 25                               | 13 июля 2014                     | Германия                         | 1:0                              | —                                | Чемпионат мира-2014 (финал)      |
| 26                               | 1 апреля 2015                    | Эквадор                          | 2:1                              | —                                | Товарищеский матч                |
| 27                               | 7 июня 2015                      | Боливия                          | 5:0                              | —                                | Товарищеский матч                |
| 28                               | 13 июня 2015                     | Парагвай                         | 2:2                              | —                                | Кубок Америки-2015               |
| 29                               | 17 июня 2015                     | Уругвай                          | 1:0                              | —                                | Кубок Америки-2015               |
| 30                               | 20 июня 2015                     | Ямайка                           | 1:0                              | —                                | Кубок Америки-2015               |
| 31                               | 27 июня 2015                     | Колумбия                         | 5:4(пен.)                        | —                                | Кубок Америки-2015 (1/4)         |
| 32                               | 9 октября 2015                   | Эквадор                          | 0:2                              | —                                | Отборочные матчи ЧМ-2018         |

Итого: 32 матча / 0 голов; 22 победы, 6 ничьих, 4 поражения.

## Достижения

### Клубные
«Ньюэллс Олд Бойз»
- Чемпион Аргентины: 2004 (Апертура)

«Реал Мадрид»
- Обладатель Кубка Испании: 2010/11

«Бенфика»
- Чемпион Португалии: 2013/14
- Обладатель Кубка Португалии: 2013/14
- Обладатель Кубка португальской лиги (2): 2011/12, 2013/14

«Зенит»
- Чемпион России: 2014/15
- Обладатель Кубка России: 2015/16
- Обладатель Суперкубка России (2): 2015, 2016

«Валенсия»
- Обладатель Кубка Испании: 2018/19

### Личные
- В списке 33 лучших футболистов РФПЛ: № 1 (2014/2015)

### Сборные
Сборная Аргентины
- Олимпийский чемпион: 2008
- Серебряный призёр чемпионата мира: 2014
- Серебряный призёр Кубка Америки: 2015
- Победитель чемпионата мира (до 20 лет): 2005
- Бронзовый призёр чемпионата мира (юноши до 17 лет): 2003